# 716

## Hlavy států
- Papež – Řehoř II. (715–731)
- Byzantská říše – Theodosios III.
- Franská říše
  - Neustrie & Burgundsko – Chilperich II. (715–721)
  - Austrasie – Chilperich II. (715–717)
- Anglie
  - Wessex – Ine
  - Essex – Saelred + Swaefbert
  - Mercie – Æthelbald
  - Kent – Withred
- První bulharská říše – Tervel